# L (chiffre romain)
Cette page contient des caractères spéciaux ou non latins. S’ils s’affichent mal (▯, ?, etc.), consultez la page d’aide Unicode.

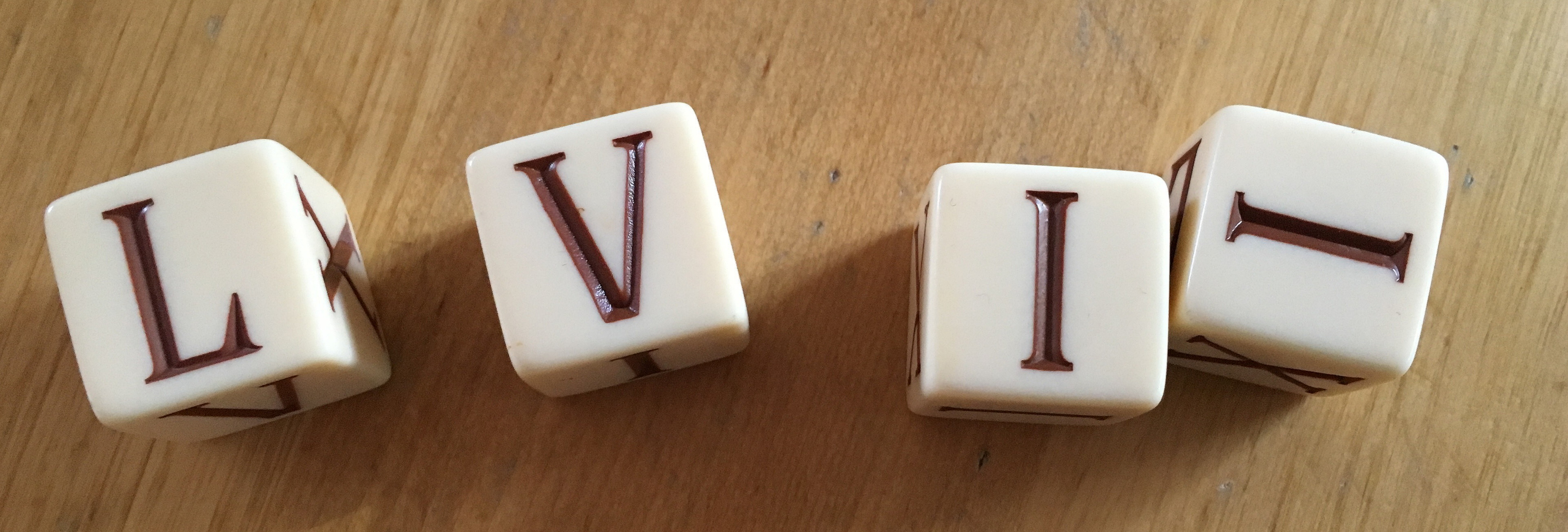
Le chiffre « L » (à gauche), dans un jeu de dés avec d'anciens chiffres romains

L (bas-de-casse l) est le nombre 50 dans la numération romaine. Il est généralement représenté par la lettre L.

## Représentations informatiques
Le chiffre romain L peut être représenté avec les caractères Unicode suivant :
- lettre latine L majuscule L : U+004C
- lettre latine L minuscule l : U+006C
- chiffre romain cinquante Ⅼ : U+216C
- chiffre romain minuscule cinquante ⅼ : U+217C
- chiffre romain cinquante ancien ↆ : U+2186

La lettre latine L (U+004C et U+006C) est habituellement recommandée. Les chiffres romains cinquante (U+216C et U+217C) ayant été codés dans Unicode pour compatibilité avec des codages est-asiatiques, ils peuvent être utiles dans des textes verticaux conservant leur orientation ou lorsque leur largeur doit être uniforme. Le caractère U+2186 représente les variantes glyphiques du chiffre cinquante utilisées avant que celui ne soit assimilé à la lettre L au Ier siècle av. J.-C..